# جورج ن. كونراد
جورج ن. كونراد هو سياسي أمريكي، ولد في 24 أغسطس 1869 في هاريسونبورغ في الولايات المتحدة، وتوفي في 21 يناير 1937. نشط حزبياً في الحزب الديمقراطي. وقد انتخب عضو مجلس ولاية فرجينيا ‏.